# Enicospilus skeltonii
Espèce
Enicospilus skeltonii est une espèce d'insectes de la famille des Ichneumonidae, originaire d'Australie et de Nouvelle-Zélande.